# Calculus ratiocinator
El Calculus ratiocinator és un marc teòric de càlcul lògic universal, un concepte descrit en l'obra de Gottfried Leibniz, generalment emparellat amb la seva característica universalis, un llenguatge conceptual universal.

## Dues vistes
Hi ha dos punts de vista contrastats sobre què entenia Leibniz per calculus ratiocinator. El primer s'associa amb el programari de ordinador, el segon s'associa amb el maquinari de ordinador.

### La visió analítica
- El punt de vista rebut en la filosofia analítica i la lògica formal és que el calculus ratiocinator anticipa la lògica matemàtica — una "àlgebra de lògica".[1] El punt de vista analític entén que el calculus ratiocinator és un motor d'inferència formal o un programa d'ordinador, que es pot dissenyar de manera que s'atorgui la primacia als càlculs. Aquesta lògica va començar amb els escrits de Frege de Begriffsschrift de 1879 i CS Peirce sobre la lògica a la dècada de 1880. Frege pretenia que el seu "script conceptual" fos un calculus ratiocinator al mateix temps que una llengua característica. Aquesta part de la lògica formal rellevant per al càlcul pertany a la teoria de la demostració. Des d'aquesta perspectiva, el calculus ratiocinator és només una part (o un subconjunt) de la característica universal, i una característica universal completa inclou un "càlcul lògic".

### La visió sintètica
- Un punt de vista contrastat prové de la filosofia sintètica i de camps com la cibernètica, l'enginyeria electrònica o la teoria general de sistemes. És poc apreciat en la filosofia analítica. La vista sintètica entén que el calculus ratiocinator es refereix a una "màquina de calcular". El cibernètic Norbert Wiener considera el calculus ratiocinator de Leibniz com un precursor de l'ordinador digital d'avui dia:

La història de la computadora moderna es remunta a Leibniz i Pascal. De fet, la idea general d'una màquina informàtica no és res més que una mecanització del ratiocinator de càlcul de Leibniz. (Wiener 1948: 214) 
| «                 | ... com el seu predecessor Pascal, [Leibniz] estava interessat en la construcció de màquines informàtiques al metall. ... de la mateixa manera que el càlcul de l'aritmètica es presta a una mecanització que avança a través de l'àbac i la màquina informàtica de sobretaula fins a les màquines d'informació ultrarràpides de l'actualitat, també el càlcul del ratiocinator de Leibniz conté els gèrmens de la machina ratiocinatrix, màquina de raonament | » |
| — Wiener 1965: 12 | |   |

Leibniz va construir exactament aquesta màquina per a càlculs matemàtics, també es coneix amb el nom de Stepped Reckoner. Com a màquina informàtica, el calculus ratiocinator ideal realitzaria el càlcul integral i diferencial de Leibniz. D'aquesta manera, el significat de la paraula "ratiocinator" s'identifica i es pot entendre com un instrument mecànic que combina i compara relacions.

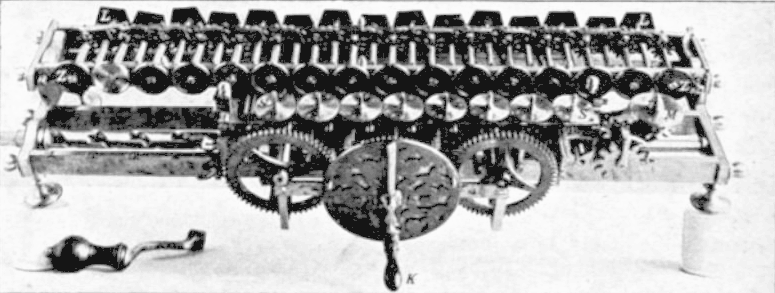
Foto del mecanisme del Stepped Reckoner
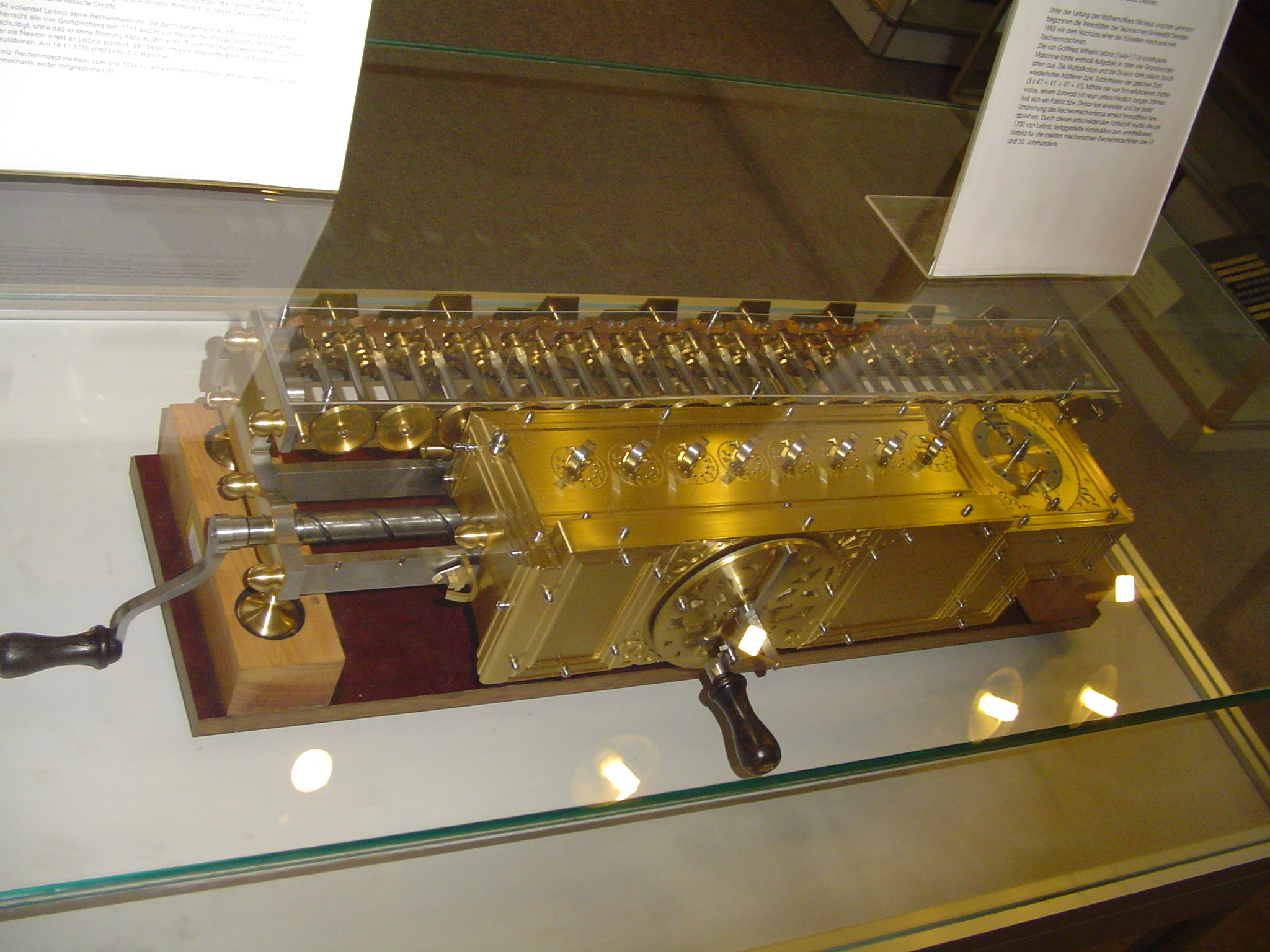
Una rèplica contemporània del Stepped Reckoner

Hartley Rogers va veure un vincle entre els dos, definint el calculus ratiocinator com "un algorisme que, quan s'aplica als símbols de qualsevol fórmula de la caracteristica universalis, determina si aquesta fórmula és veritable o no com a afirmació científica" (Hartley Rogers, Jr. 1963; pàg. 934).
Una discussió clàssica sobre el calculus ratiocinator és la de Couturat (1901: capítols 3 i 4), que sostenia que la caracteristica universalis —i, per tant, el calculus ratiocinator — eren inseparables del projecte enciclopèdic de Leibniz (capítol 5). D'aquí que la característica, el càlcul ratiocinator i l'enciclopèdia formin tres pilars del projecte de Leibniz..